# 3،′3-ثنائي أمينو البنزيدين
3،′3-ثنائي أمينو البنزيدين مركب عضوي من مشتقات البنزيدين، له الصيغة الكيميائية C12H14N4، ويكون على شكل صلب بني اللون.

## التحضير
يحضر المركب من تفاعل 3،3′-ثنائي كلورو البنزيدين مع الأمونيا بوجود حفاز من النحاس عند ضغوط ودرجات حرارة مرتفعة؛ ثم يلي العملية إجراء معالجة حمضية. كما يمكن أن تتم عملية التحضير من خلال إجراء تفاعل أسيلة مزدوج على البنزيدين باستخدام أنهيدريد الأسيتيك تحت شروط قاعدية:
(NH2)C6H4C6H4(NH2) + 2(CH3CO)2O ⟶ (NHCOCH3)C6H4C6H4(NHCOCH3) + 2CH3CO2H
ثم بإجراء تفاعل نترتة باستخدام حمض النتريك:
(NHCOCH3)C6H4C6H4(NHCOCH3) + 2HNO3 ⟶ (O2N)(NHCOCH3)C6H3C6H3(NHCOCH3)(NO2) + 2H2O
ثم إزالة مجموعات الأسيتيل عن طريق تفاعل تصبن:
(O2N)(NHCOCH3)C6H3C6H3(NHCOCH3)(NO2) + 2NaOH ⟶ (O2N)(NH2)C6H3C6H3(NH2)(NO2) + 2(NaOCOCH3)
يلي ذلك تفاعل اختزال لمجموعات النترو باستخدام مسحوق من الحديد، حيث يمكن أن يستخدم ثنائي ثيونيت الصوديوم في وسط من الميثانول كعامل اختزال أيضاً.

## الخواص
يوجد المركب في الشروط القياسية على شكل بلورات بنية اللون، عديمة الرائحة، وهي ضعيفة الانحلال في الماء، لكنها تنحل في الإيثانول.

## الاستخدامات
يستخدم المركب كأحد الوسائل من أجل الكشف عن الدم، إذ يعطي بوجوده عند أكسدة المركب بواسطة بيروكسيد الهيدروجين لون بني داكن؛ ويعد هذا الكاشف ذا أفضلية على غيره من الكواشف الأخرى السامة.
كما يستخدم المركب بشكله الهيدروكلوري (مع (4HCl) في الكيمياء الهيستولوجية المناعية كمادة تلطيخ لللأحماض النووية والبروتينات.

## اقرأ أيضاً
- بنزيدين
- 4-أمينو ثنائي الفينيل